# Епископија струмичка
Епископија струмичка је епархија Православне охридске архиепископије под јурисдикцијом Српске православне цркве. Архијереј администратор је епископ Давид (Нинов).

## Историја
Све до 2002. године, ово подручје се у оквиру епархијског устројства СПЦ сматрало делом упражњене Злетовско-струмичке епархије, чијим је администраторима још од избијања црквеног раскола (1967) било забрањивано (од стране држвних власти тадашње СР Македоније, односно БЈРМ) да обављају своју службу на том простору, на коме је тадашња расколничка Македонска православна црква у међувремену основала своју Струмичку епископију.
Непоседно након склапања Нишког споразума, СПЦ је током 2002. године донела неколико одлука о преуређењу јерархијских односа у циљу организовања аутономне Охридске архиепископије, у чијем саставу би се налазила и нова канонска Струмичка епископија. Одлуком Светог архијерејског сабора СПЦ од 23. септембра 2002. године, тадашњи велешко-повардарски владика Јован (Вранишкоски) постављен је за патријаршијског егзарха над свим епархијама СПЦ на подручју тадашње БЈРМ, укључујући и Струмичку епископију.
Срварање канонске Струмичке епископије потврђено је 24. маја 2005. године када је Свети архијерејски сабор СПЦ усвојио Томос о црквеној аутономији Православне охридске архиепископије, у коме је у склопу аутономне ПОА била назначена и ова епископија, а потом је 2008. године за администратора Струмичке епископије постављен титуларни епископ стобијски Давид (Нинов).
У периоду од 2002. до 2022. године, Епископија струмичка је била једина канонска наследница древне православне епархије са средиштем у Струмици, која је постојала као посебна епархија све до 1920. године када је након прикључења Српској православној цркви ушла у састав нове Злетовско-струмичке епархије.
Питање о опстанку Струмичке епископије и целе ПОА покренуто је у пролеће 2022. године, након измирења између СПЦ и МПЦ. Услед велике сложености тог питања, које није могло бити решено одмах, архијереји ПОА нису присуствовали објављивању патријарховог томоса о аутокефалности МПЦ, који је био уручен 5. јуна у Београду. Решавање тих комплексних питања изнова је покренуто у пролеће 2023. године, када је постигнут коначни споразум о интеграцији ПОА са МПЦ, што је подразумевало и фактички престанак постојања ПОА и свих њених епископија.

## Старија историја
Струмичка епархија је једна од најстаријих епархија Охридске архиепископије, којој је припадала у дугом временском раздобљу од 1018. до 1767. године. Струмица је 1334. године, за време владавине српског краља Стефана Душана потпала под српску власт и остала је у саставу српских средњовековних држава све до турског освајања 1395. године. Након пропасти Охридске архиепископије (1767), Струмичка епархија је потпала под управу Цариградске патријаршије, у чијој се надлежности налазила званично све до 1920. године.
Међутим, већ током 1912. и 1913. године услед ратних збивања, последњи грчки митрополит је напустио Струмицу, која је 1913. године припала Бугарској заједно са већим делом епархије, док је мањи део припао Краљевини Србији. Тај део Струмичке епархије прикључен је областима које су стављене под привремену управу епископа Варнаве Росића. Тек након Првог светског рата, и сама Струмица је 1919. године припала Краљевини СХС. Ускоро потом окончани су и преговори са Цариградском патријаршијом, тако да је ово подручје 1920. гоине званично ушло у састав Српске православне цркве и тада је прикључено новоствореној Злетовско-струмичкој епархији.

## Струмички епископи и митрополити
Под управом Охридске архиепископије (1018-1767)
| Име                 | Године                 |
| ------------------- | ---------------------- |
| Манојло             | око 1080-1086          |
| Климент             | око 1152               |
| Константин Кавасила | прва половина 13. века |
| Данило              | око 1376               |
| Јоаким              | око 1532               |
| Ананије I           | око 1565               |
| Теодул              | в 1578/79              |
| Висарион            | пре 1661               |
| Симеон              | око 1668               |
| Јефтимије           | око 1671               |
| Максим              | око 1676               |
| Митрофан            | око 1683-1688          |
| Никодим             | око 1688               |
| Леонтије            | око 1695-1706          |
| Никифор             | око 1714-1718          |
| Калиник             | 1718-1746              |
| Теодосије           | 1746-1752              |
| Теофан              | 1752-1756              |
| Серафим             | 1759-1764              |
| Ананије II          | 1764-1789              |

Под управом Цариградске патријаршије (1767-1920) (Στρωμνίτσης)
| Име          | Године    |
| ------------ | --------- |
| Филотеј      | око 1800  |
| Григорије    | 1818-1830 |
| Константије  | 1830-1846 |
| Антим        | 1846-1853 |
| Неофит       | 1853-1861 |
| Јеротеј      | 1861-1875 |
| Агатангел    | 1875-1887 |
| Калиник      | 1887-1892 |
| Јован        | 1892-1899 |
| Панарет      | 1899-1900 |
| Софроније I  | 1900-1901 |
| Софроније II | 1901-1902 |
| Григорије    | 1902-1908 |
| Герман       | 1908-1910 |
| Арсеније     | 1910-1913 |